# توماس إتش. بليك
توماس إتش. بليك هو قاضي ومحامي وسياسي أمريكي، ولد في 14 يونيو 1792 في مقاطعة كالفرت في الولايات المتحدة، وتوفي في 28 نوفمبر 1849 في سينسيناتي في الولايات المتحدة. انتخب عضو مجلس النواب الأمريكي ‏.